# Брош, Михал
Михал Брош (чеш. Michal Broš; 25 января 1976, Оломоуц, Чехословакия) — чешский хоккеист, нападающий. Чемпион мира 2000 года, четырёхкратный чемпион Чехии и двукратный чемпион Финляндии.

## Карьера

### Клубная
Михал Брош начал свою хоккейную карьеру в клубе «Оломоуц». Дебютировал в чешской Экстралиге в сезоне 1995/96, сыграв 39 матчей и забив в них 10 шайб. В следующем сезоне он забросил 13 шайб в 48 матчах. Летом 1997 года перешёл в состав действующих чемпионов Чехии, клуб «Всетин». В нём Брош два раза подряд стал чемпионом Чехии. Даже перейдя в пражскую «Спарту», он в первый же сезон вновь завоевал золотую медаль чемпиона Чехии. В 2002 году Брош во второй раз в составе «Спарты» выиграл чемпионский титул. Летом 2005 года в первый раз покинул Экстралигу, перейдя в финский «Кярпят» из Оулу. За три сезона в Финляндии он дважды становился чемпионом финской лиги. Вернувшись в Чехию, Брош пять сезонов выступал за «Спарту», а в 2013 году перебрался в клуб «Млада Болеслав», где завершил карьеру в 2015 году.

### Сборная Чехии
Выступал за молодёжную сборную Чехии на чемпионате мира 1996 года. За основную сборную Чехии играл с 1998 по 2006 год, в том числе два раза на чемпионатах мира, в 2000 и 2002 годах. В 2000 году завоевал золотую медаль мирового первенства.

### После окончания карьеры
В 2017 году был назначен спортивным менеджером пражской «Спарты». Из-за неудачных результатов команды вынужден был покинуть эту должность.

## Достижения

### Командные
- Чемпион мира 2000
- Чемпион Чехии 1998—2000, 2002
- Чемпион Финляндии 2007 и 2008
- Серебряный призёр чемпионата Чехии 2001
- Бронзовый призёр чемпионата Чехии 2003, 2004, 2009 и чемпионата Финляндии 2006

### Личные
- Лучший хоккеист, бомбардир (18 очков) и ассистент (11 передач) плей-офф Экстралиги 2002
- Лучший бомбардир (12 очков) плей-офф чемпионата Финляндии 2007

## Статистика
- Экстралига — 829 игр, 546 очков (229 шайб + 317 передач)
- Финская лига — 184 игры, 160 очков (75+85)
- Первая чешская лига — 69 игры, 72 очка (27+45)
- Сборная Чехии — 47 игр, 7 очков (3+4)
- Трофей Европы — 23 игры, 10 очков (5+5)
- Евролига — 17 игр, 13 очков (7+6)
- Кубок Шпенглера — 8 игр, 2 очка (2+0)
- Кубок чемпионов — 5 игр, 5 очков (4+1)
- Всего за карьеру — 1182 игры, 815 очков (352+463)

## Семья
Михал Брош женат, у него двое детей: сын и дочь